# Tetra (album)
Tetra (of Tetr4) is het eerste album van de Franse band C2C. Het werd uitgegeven op 3 september 2012. Het album haalde de top van de Franse hitlijsten van 3 tot 9 september 2012.

## Tracklist
| 1.                 | The Cell                                                         |      |
| 2.                 | Down the Road                                                    | 3:27 |
| 3.                 | Kings Season (met Blitz the Ambassador en Ledeunff and Moongai)) | 3:50 |
| 4.                 | Because of You (met Pigeon John)                                 | 3:42 |
| 5.                 | Delta                                                            | 3:44 |
| 6.                 | Who Are You (met Olivier Daysoul)                                | 4:50 |
| 7.                 | Happy (met Derek Martin)                                         | 3:54 |
| 8.                 | Give Up the Ghost (met Jay-Jay Johanson)                         | 5:24 |
| 9.                 | The Beat                                                         | 3:31 |
| 10.                | Genius (met Gush)                                                | 4:10 |
| 11.                | Together (met Blitz the Ambassador en Ledeunff))                 | 4:50 |
| 12.                | Arcades                                                          | 4:23 |
| 13.                | Le Banquet (met Kentaro, Netik en Rafik, Tigerstyle en Vajra)    | 4:56 |
| 14.                | F-U-Y-A                                                          | 5:05 |
| Totale duur: 60:45 |                                                                  |      |